# Амос (пророк)

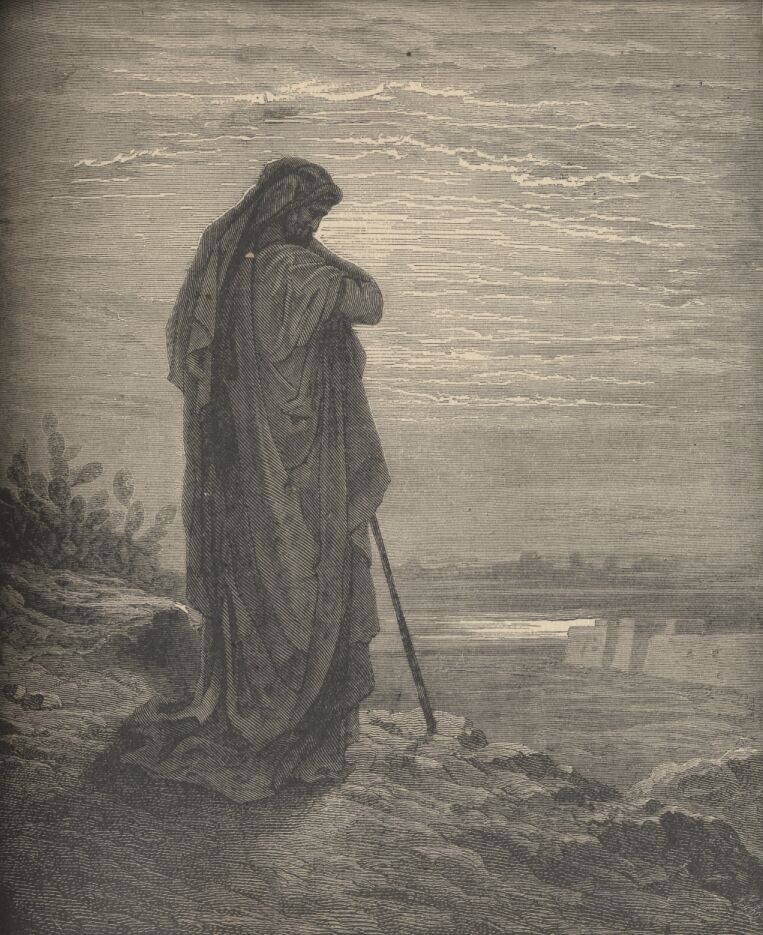
Ґустав Доре: Пророк Амос

Амос (івр. עָמוֹס, «тягар») — пророк, належав до 12 «малих» пророків Старого Завіту. Святий Амос жив у VIII ст. до народження Христа у місті Текоа. Текоа — місто за 8 км на північний схід від Вифлеєму, що знаходилось на висоті 850 м над рівнем моря. Замолоду був пастухом та доглядачем сикомор (Ам. 1:1, Ам. 7:10-14). Господь послав його до ізраїльтян оголошувати їм Божу волю. Ізраїльський народ у той час зневажав Господа ідолопоклонством, тому Бог наказав Амосові пригрозити людям Божою карою. Після проголошення кар за гріхи милосердний Бог сказав Амосові потішити народ описом Христового Царства.
У місті Бетел перший ізраїльський цар Єровоам I встановлює ідола золотого тельця, причому він сам здійснював їм жертвопринесення (3Цар 12:28-30). Пророк Амос закликає ізраїльтян навернутися до єдиного Бога: «І не звертайтеся до Бет-Елу, і до Ґілґалу не приходьте, а через Беер-Шеву не переходьте, бо на вигнання Ґілґал конче піде, і марнотою стане Бет-Ел. Наверніться до Господа, і будете жити, щоб Він не ввійшов, як огонь до Йосипового дому, і буде він жерти, та не буде кому погасити в Бет-Елі..» (Ам. 5:5-6). За це Амасія вигнав пророка з ізраїльського царства (Ам. 7:12-13).

## Вчення і пророкування
Попри своє просте походження, Амос одним із перших мислителів висловив тверде переконання, що Бог у всесвіті насправді єдиний, і всі народи рівні перед ним. Обраність своїх співплемінників — євреїв — Амос розумів насамперед як особливу відповідальність у виконанні божих настанов. Пророк засуджував визиск і пригноблення, жадібність та марнославство ізраїльської знаті, які вважав блюзнірським порушенням заповідей Ягве. Правду і справедливість Амос оголосив важливішими за дотримання ритуалів.
У час загальної ейфорії та розвитку держави Амос звинуватив мешканців Самарії у поверхневості релігійного життя, несправедливості, недосконалості суспільства, яке збагачує можновладців і знищує вбогих. У часи небувалої кон'юнктури й безпринципності він пророкує кари та лиха: «.. готуйсь Ізраїле стрічати Бога твого» (Ам. 4:12). Серед гріхів Ізраїля пророк перелічує продажність судів, утиск убогих, сакральну проституцію та несправедливу лихву (Ам. 5:6-24). У шерензі грішних народів і царство Юдеї, яке своїм ідолопоклонством заслужило на гнів Бога. Найімовірніше його діяльність припадає на осінь 750 або 749 рр. до н. е. В цей час Ассирія вела війни з сирійцями, що значно зменшило загрозу Північному царству з боку Дамаску. В цей час воно майже досягло кордонів часів Давида. Крім того, пророкування здійснювалося за два роки до великого землетрусу, який згадували і через 200 років.

## Свято на честь праведного Амоса
- 15 червня за новим стилем (28 червня за старим стилем) — день Св. прор. Амоса та інших старозавітних праведників